# Congrès universel d'espéranto de 1922
Pour un article plus général, voir Congrès universel d'espéranto.
Le congrès universel d’espéranto de 1922 est le 14e congrès universel d’espéranto, organisé en août 1922, à Helsinki en Finlande. 